# Explained: Unser Kopf
Explained: Unser Kopf ist eine US-amerikanische Dokumentarserie aus dem Jahr 2019 mit dem Gehirn als Oberthema. Sie ist vor Explained: Sex (2020) der erste Ableger der seit 2018 erscheinenden Serie Explained und wird ausschließlich von Emma Stone erzählt.
Die Serie wurde am 12. September 2019 weltweit komplett auf dem Video-on-Demand-Dienst Netflix veröffentlicht.

## Episodenliste
| Nr. | Deutscher Titel | Originaltitel | Erstveröffentlichung | Deutschsprachige Erstveröffentlichung (D/A/CH) |
| --- | --------------- | ------------- | -------------------- | ---------------------------------------------- |
| 1   | Gedächtnis      | Memory        | 12. Sep. 2019        | 12. Sep. 2019                                  |
| 2   | Träume          | Dreams        | 12. Sep. 2019        | 12. Sep. 2019                                  |
| 3   | Angststörung    | Anxiety       | 12. Sep. 2019        | 12. Sep. 2019                                  |
| 4   | Achtsamkeit     | Mindfulness   | 12. Sep. 2019        | 12. Sep. 2019                                  |
| 5   | Psychedelika    | Psychedelics  | 12. Sep. 2019        | 12. Sep. 2019                                  |

## Hintergrund

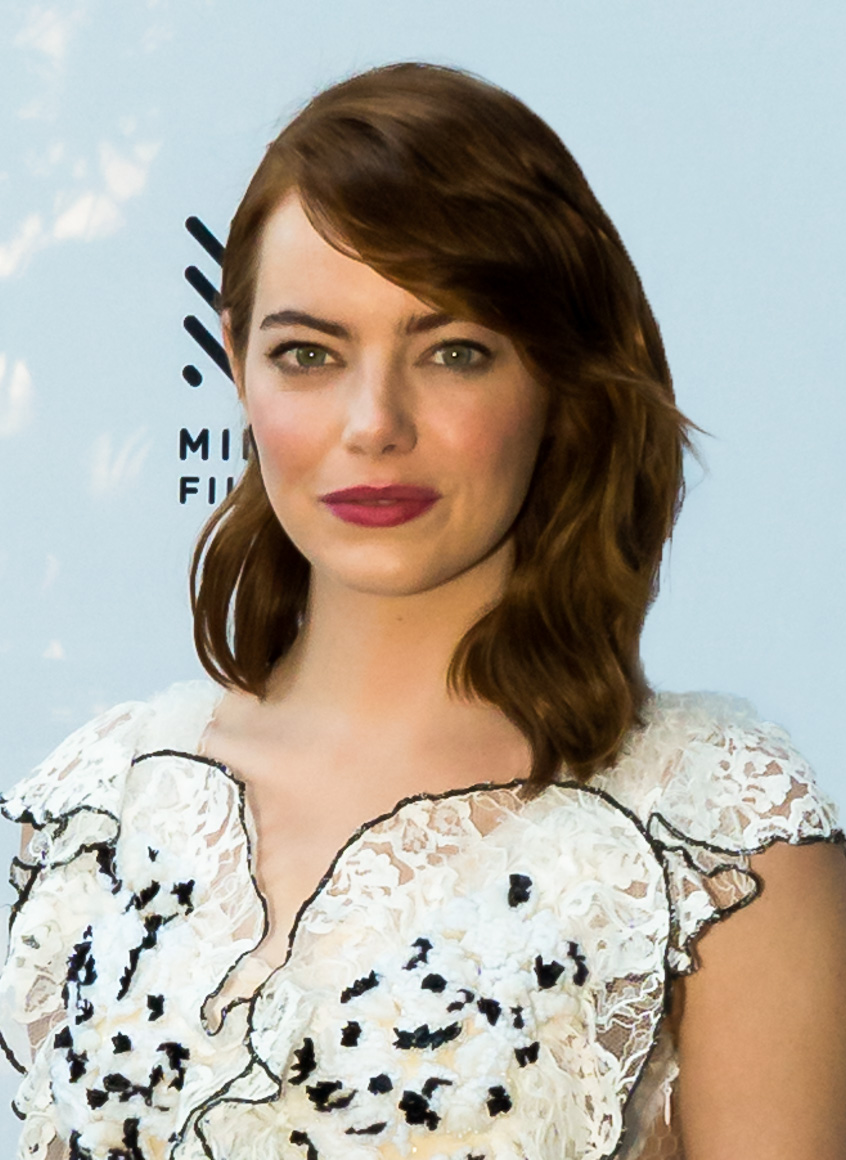
Emma Stone ist die Erzählerin der Serie

Parallel zur Veröffentlichung auf Netflix wurde die erste Episode auf dem Youtube-Kanal des Produktionsunternehmens Vox Media veröffentlicht.
Die Serie bekam überwiegend positive Kritik. In der Internet Movie Database kam sie auf eine Bewertung von 8,1 von 10.